# 条纹长颏鳂
条纹长颏鳂（学名：Neoniphon sammara），又名條新東洋鰃、莎姆金鱗魚，为鳂科长颏鳂属的鱼类，俗名沙马拉金鳞鱼。分布于夏威夷、社会群岛及东非等珊瑚礁区以及台湾南部到西沙群岛等。

## 特徵
本魚體呈銀白色，在背鰭第一棘到第三棘間有大圓黑斑；臀鰭鰭條7或8條；第二背鰭的第一鰭條和尾鰭上下緣有紅色帶。體長可達20公分。

## 生態
屬夜行性魚類，晝間棲息於水深1至40公尺礁岩間或洞穴內，棲息處並不十分隱密。白天以端角類為食，夜間則以小蝦蟹為食。